# Castello di San Marco (St. Augustine)
Il castello di San Marco (Castillo de San Marcos in spagnolo) si trova nella città di St. Augustine (Florida) ed è la più antica fortezza in muratura della parte continentale degli Stati Uniti d'America, preceduta solamente dal forte San Felipe del Morro a San Juan (Porto Rico).

## Costruzione

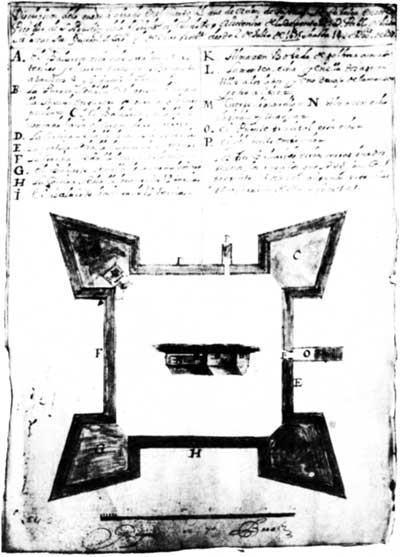
Progetto del castello di San Marco del 1677

La costruzione iniziò nel 1672, 107 anni dopo la fondazione della città di St. Augustine da parte dell'ammiraglio Pedro Menéndez de Avilés nel 1565, quando la Florida faceva parte dell'Impero spagnolo sul sito di un esistente villaggio indiano. Nei successivi 100 anni gli spagnoli costruirono in posti differenti nove forti in legno a difesa della città, dopo l'attacco da parte di Francis Drake e della sua flotta di 20 navi nel 1586, seguito dall'attacco nel 1668 del pirata inglese Robert Searle.
Maria Anna d'Asburgo, regina di Spagna, approvò la costruzione di una fortificazione in muratura a stella per proteggere la città. Come materiale di costruzione venne utilizzata la coquina, una pietra calcarea prodotta da sedimenti di conchiglie. Per la costruzione del forte furono utilizzati lavoratori provenienti dall'Avana (Cuba), in aggiunta a nativi americani. La coquina fu estratta dalla King's Quarry sull'isola Anastasia, in quello che oggi è il parco statale di Anastasia dall'altra parte della baia di Matanzas rispetto al castello. La costruzione iniziò il 2 ottobre 1672 e durò 23 anni, con il suo completamento nel 1695.

## Struttura

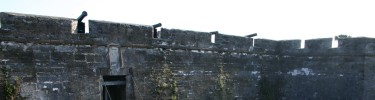
Batterie di cannoni.

Il forte, che copre un'area di 1,29 km² ed è gestito dal National Park Service, ha quattro bastioni chiamati San Pedro, San Agustín, San Carlos e San Pablo, con un rivellino a protezione dell'uscita fortificata. Sui due lati verso la parte terrestre sono stati costruiti due glacis che costringevano gli attaccanti a procedere contro i cannoni del forte e che permettevano ai cannoni di colpire in discesa obbiettivi multipli. A circondare il forte vi era poi un fossato che poteva essere allagato con una profondità di un piede (0,3 m) durante l'alta marea con acqua salata della baia di Matanzas prima di un attacco per mezzo di una paratia costruita nell'argine verso il mare.
Diverse feritoie sono state costruite nel muro di cortina sulla cima del forte e sui bastioni per l'installazione di cannoni di differente calibro. Feritoie per la fanteria sono state costruite nella mura al di sotto del terrapieno per lo spiegamento di moschettieri dai difensori del forte. Fu attraverso una di queste feritoie che venti Seminole in prigionia fuggirono nel 1837.

## Storia

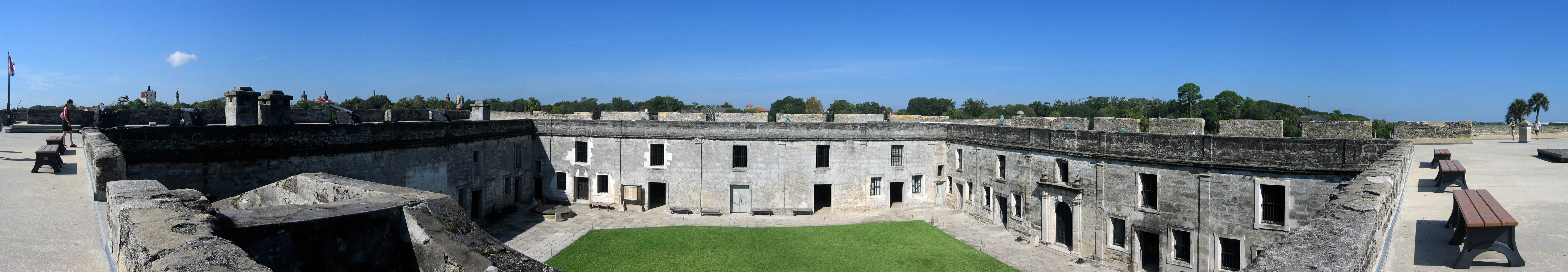
Piazza d'armi.

Dopo che i Britannici ottennero il controllo della Florida nel 1763 a seguito del trattato di Parigi, St. Augustine divenne la capitale della Florida orientale britannica, e il forte fu rinominato Fort St. Mark fino alla pace di Parigi del 1783 quando la Florida fu restituita alla Spagna. Nel 1819 la Spagna firmò il trattato Adams-Onís che cedeva la Florida agli Stati Uniti d'America nel 1821 e il forte divenne una base dello United States Army che fu rinominata Fort Marion, in onore dell'eroe della guerra d'indipendenza americana Francis Marion. Nel 1942 il nome originale, castillo de San Marcos, fu ripristinato da un atto del Congresso americano. Il forte fu dichiarato monumento nazionale nel 1924 e dopo 251 anni di possesso militare, il forte venne dismesso nel 1933 e il sito fu assegnato allo National Park Service.
Il castello di San Marco venne assediato due volte: la prima volta nel 1702 dalle forze coloniali inglesi guidate dal governatore della Provincia della Carolina James Moore e successivamente dal governatore della Provincia della Georgia James Edward Oglethorpe nel 1740. La proprietà del forte è cambiata sei volte, tutte in modo pacifico, tra quattro governi differenti: l'Impero spagnolo, il Regno di Gran Bretagna, gli Stati Confederati d'America e gli Stati Uniti d'America, con la Spagna e gli Stati Uniti che ne detennero il possesso per due volte ciascuno.
Durante il controllo degli Stati Uniti, il forte fu utilizzato come prigione militare per incarcerare membri di diverse tribù di nativi americani a partire dai Seminole, compreso il famoso capo militare Osceola nelle guerre seminole, e membri di diverse tribù dell'ovest, compresa la banda dei Chiricahua Apache di Geronimo. La forma d'arte indiana conosciuta come Ledger Art ebbe la sua origine al forte durante la prigionia di membri di tribù delle pianure come i Cheyenne Howling Wolf.

## Galleria d'immagini

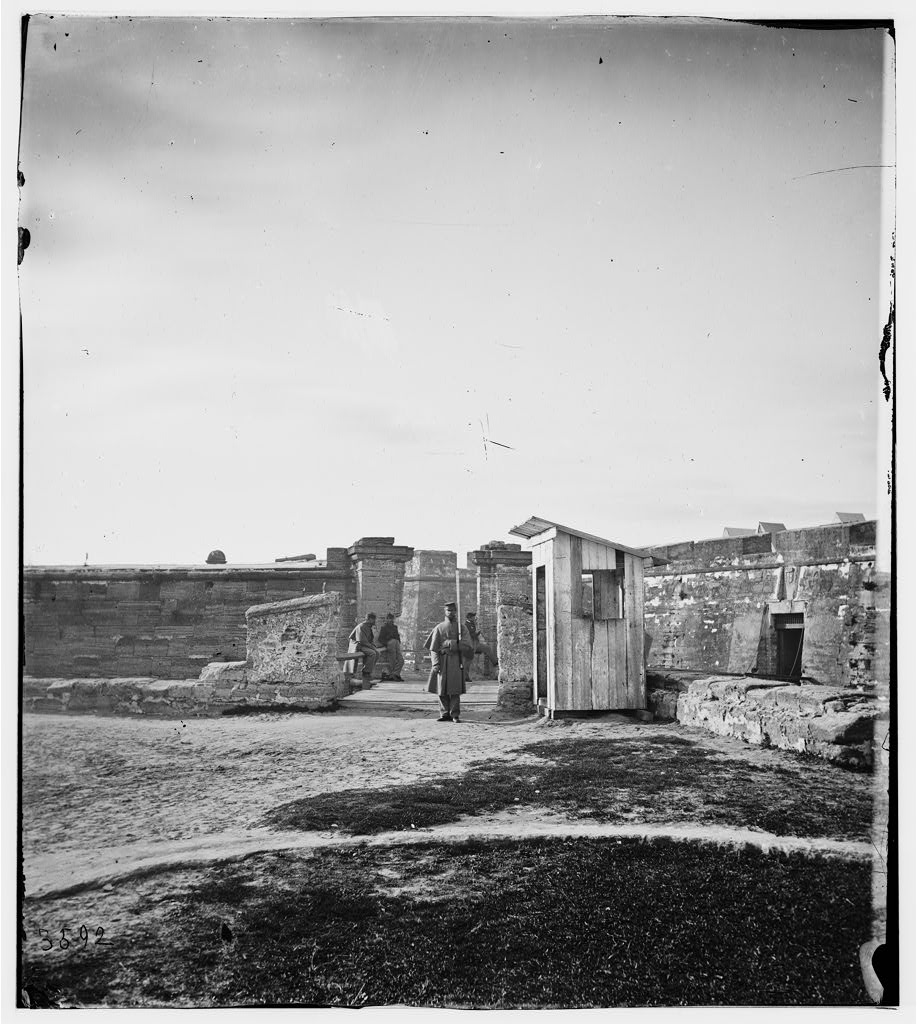
Ingresso al forte durante la guerra civile
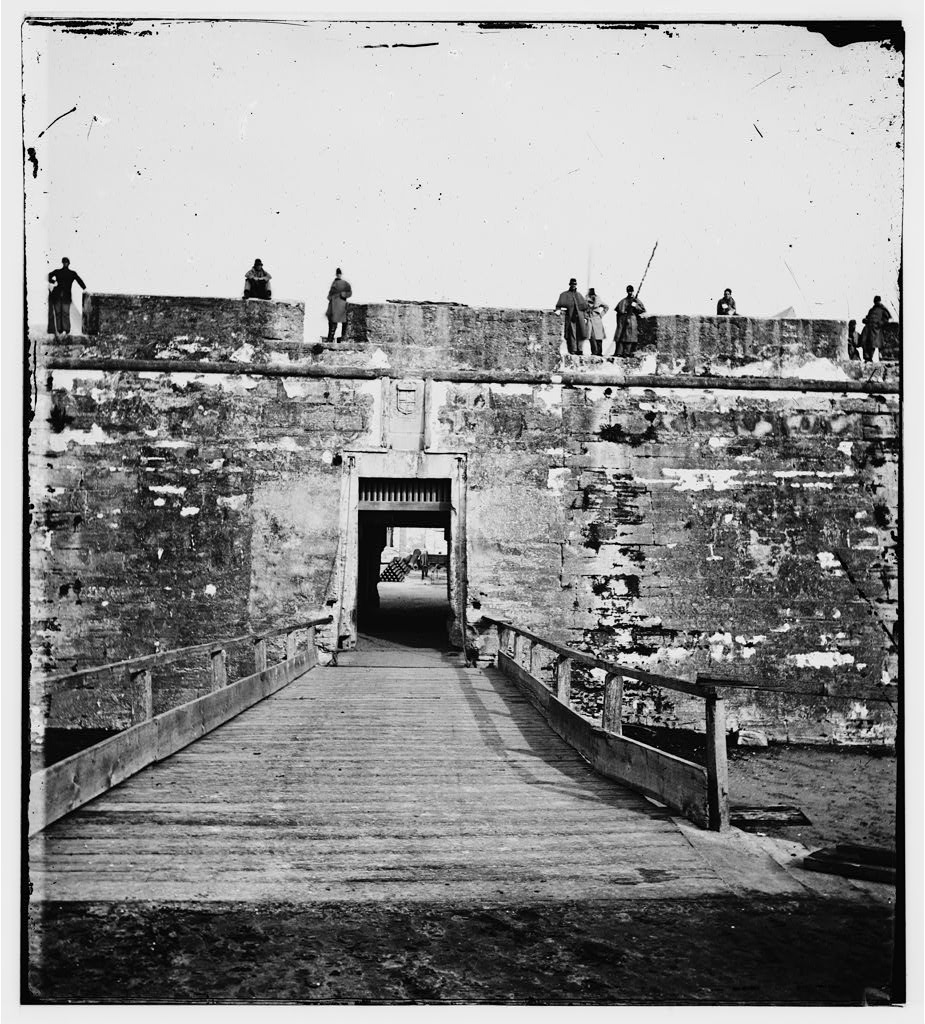
Ingresso di Sally port durante la guerra civile
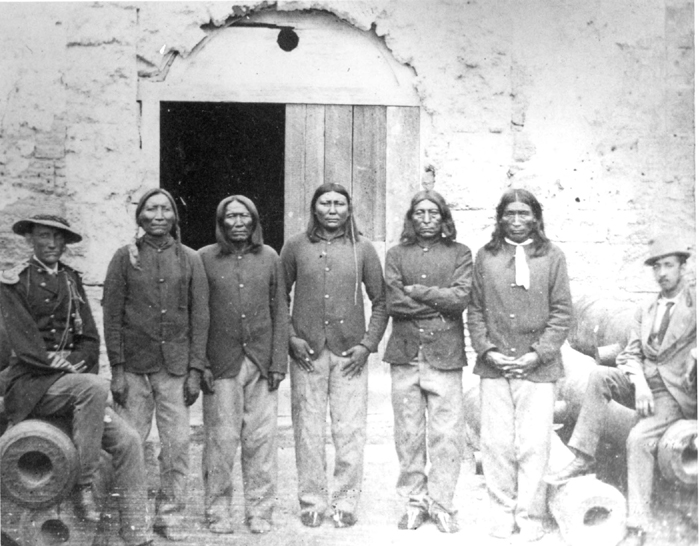
Il capitano Pratt con nativi americani prigionieri a Fort Marion
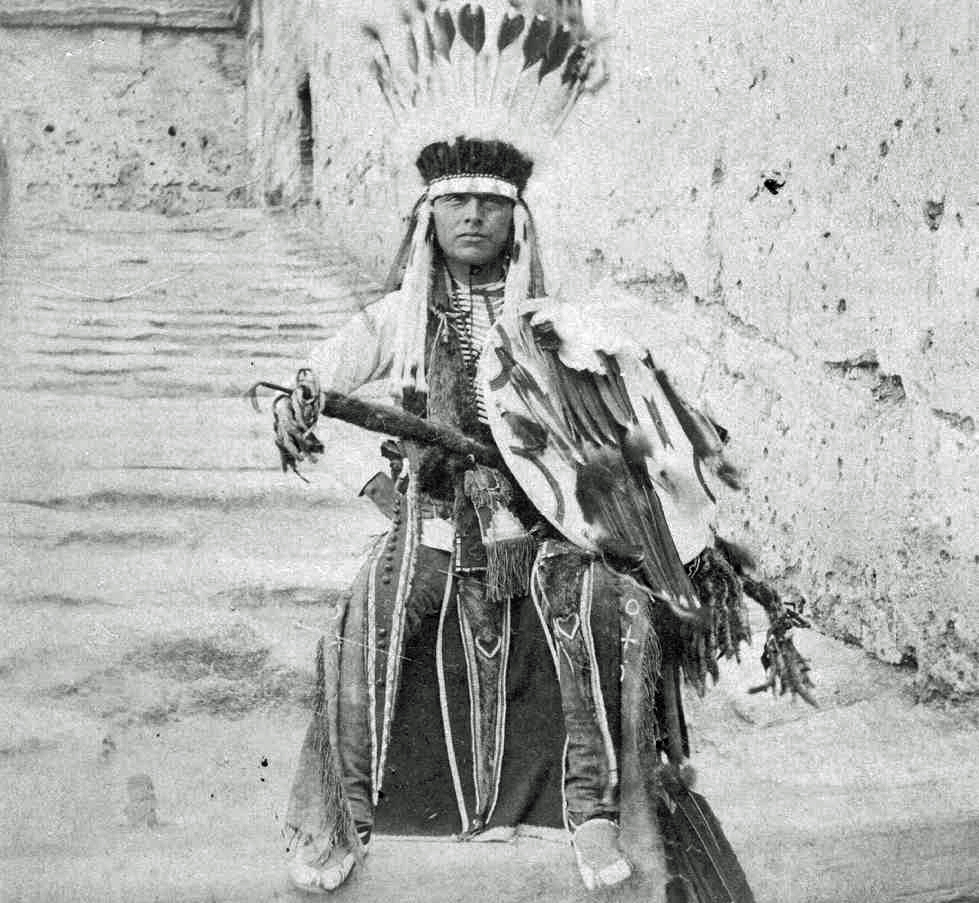
Howling Wolf, Cheyenne, fotografato durante la prigionia a Fort Marion
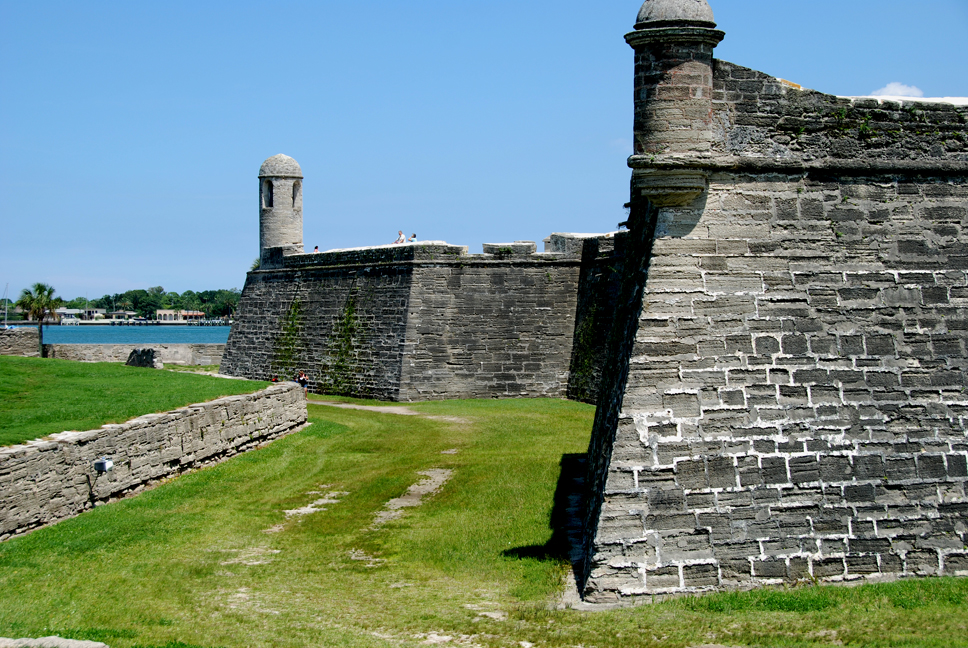
Mura settentrionali del castello
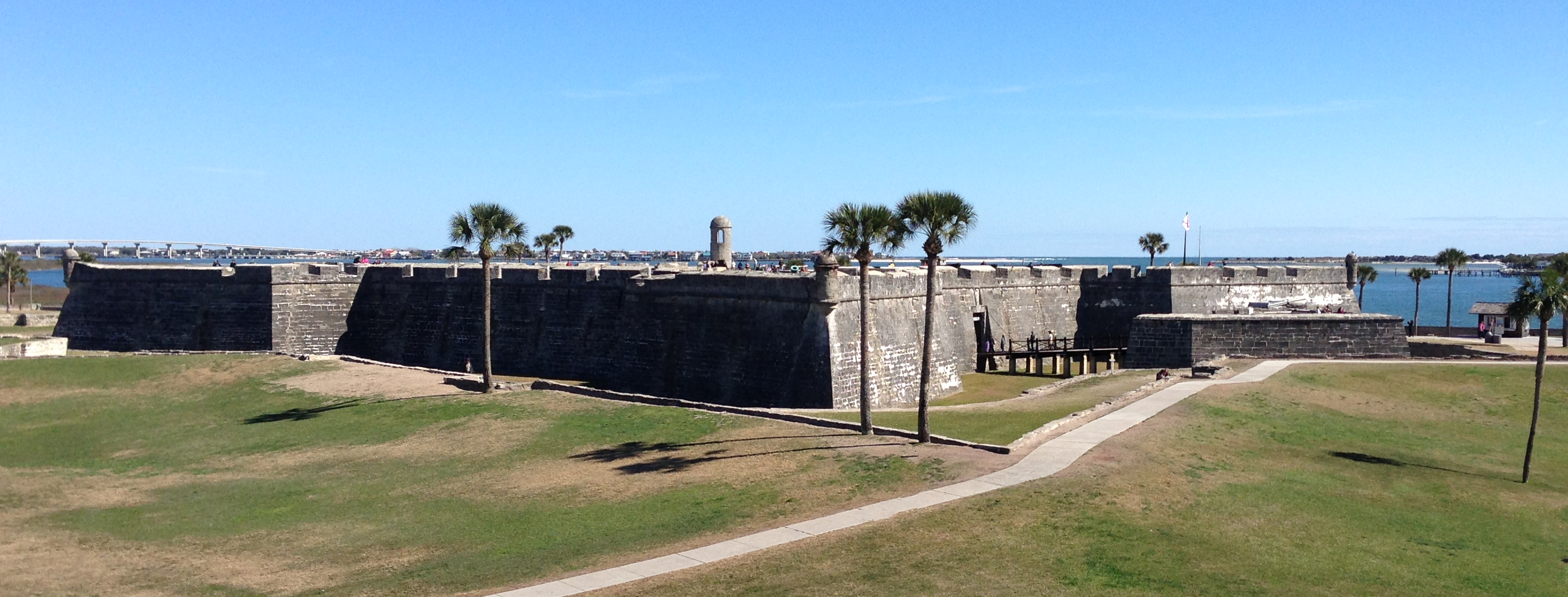
Castello di San Marco da ovest verso est.